# Paspaleae
Paspaleae J. Presl, 1830 è una tribù di piante angiosperme monocotiledoni appartenente alla famiglia delle Poacee (o Gramineae, nom. cons.), sottofamiglia Panicoideae.

## Etimologia
Il nome della tribù deriva dal genere tipo Paspalum L., 1759. Con il nome di "paspalum" ("paspaloj" in greco antico) gli autori classici indicavano una specie di erba di miglio.
Il nome scientifico della tribù è stato definito dal botanico ceco Jan Svatopluk Presl (Praga, 4 settembre 1791 – Praga, 6 aprile 1849) nella pubblicazione "Reliquiae Haenkeanae" (Reliq. Haenk. 1: 208. Jan-Jun 1830) del 1830.

## Descrizione

### Portamento
Il portamento delle specie di questo gruppo in genere è cespitoso, rizomatoso o stolonifero (gli stoloni sono striscianti) con cicli biologici annuali o perenni. I culmi possono essere ramificati. I nodi inferiori possono essere radicanti. In Hymenachne (specie acquatiche della sottotribù Otachyriinae) i culmi spugnosi sono riempiti di aerenchima (o parenchima aerifero). In Oplismenopsis (specie acquatiche della sottotribù Arthropogoninae) i culmi sono galleggianti (sono piante acquatiche).

### Foglie

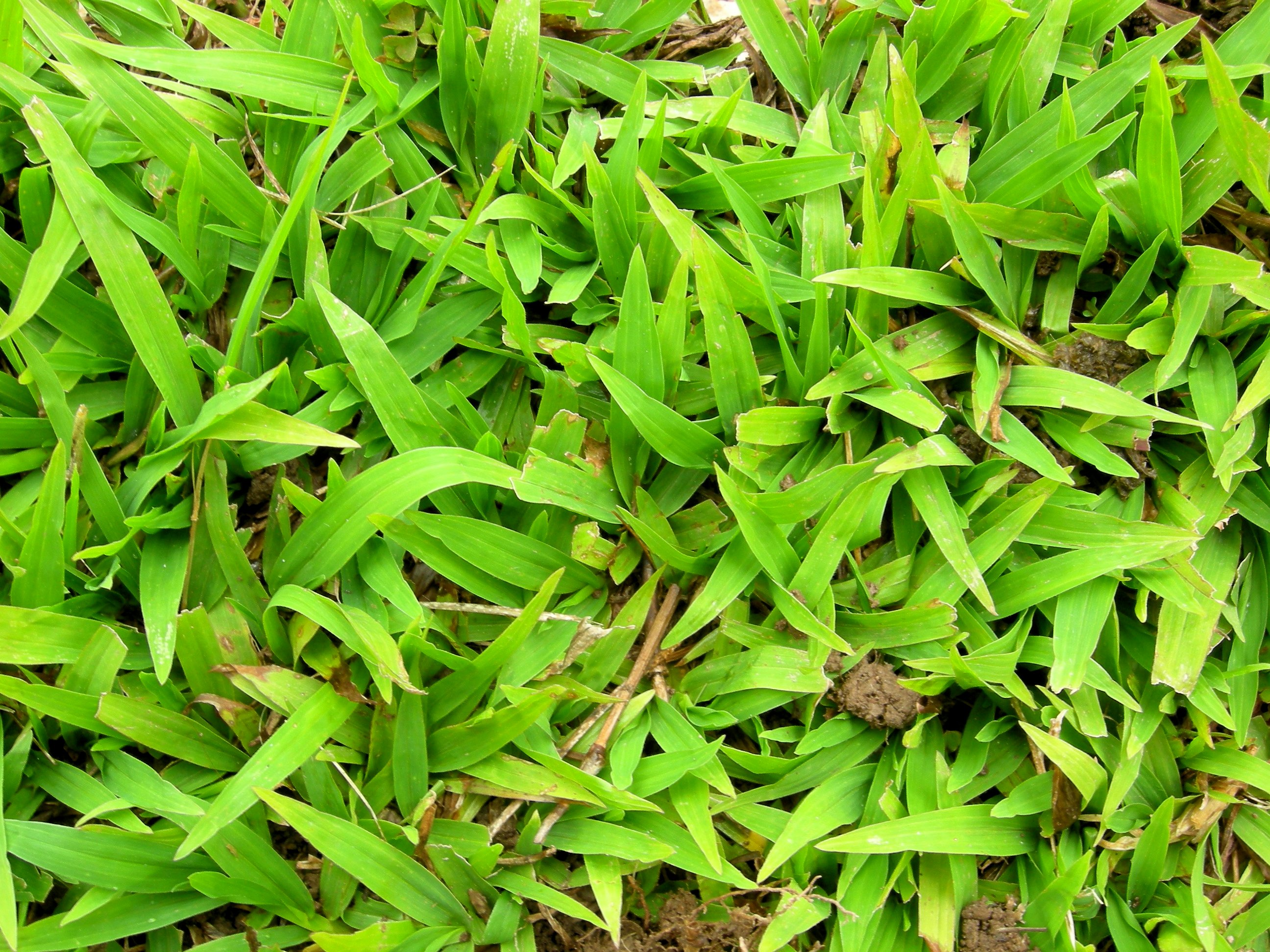
Le foglie
Axonopus compressus
(Sottotribù Paspalinae)

Le foglie lungo il culmo sono disposte in modo alterno, sono distiche e si originano dai vari nodi. Sono composte da una guaina, una ligula e una lamina. Le venature sono parallelinervie. Possono essere presenti dei pseudopiccioli e delle auricole.
- Guaina: la guaina è abbracciante il fusto.
- Ligula: le ligule sono membranosa; la membrana è sfrangiata oppure termina con una frangia di peli.
- Lamina: la lamina ha delle forme generalmente da lineari (o filiformi) a lanceolate e piatte. A volte le lamine si disarticolano dalla guaina. In alcune specie sono arrotolate.

### Fiori

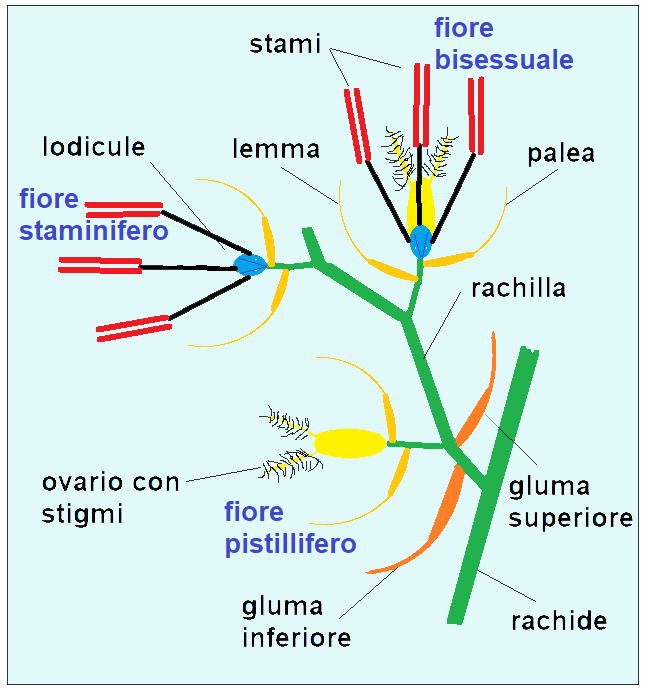
Spighetta generica con tre fiori diversi

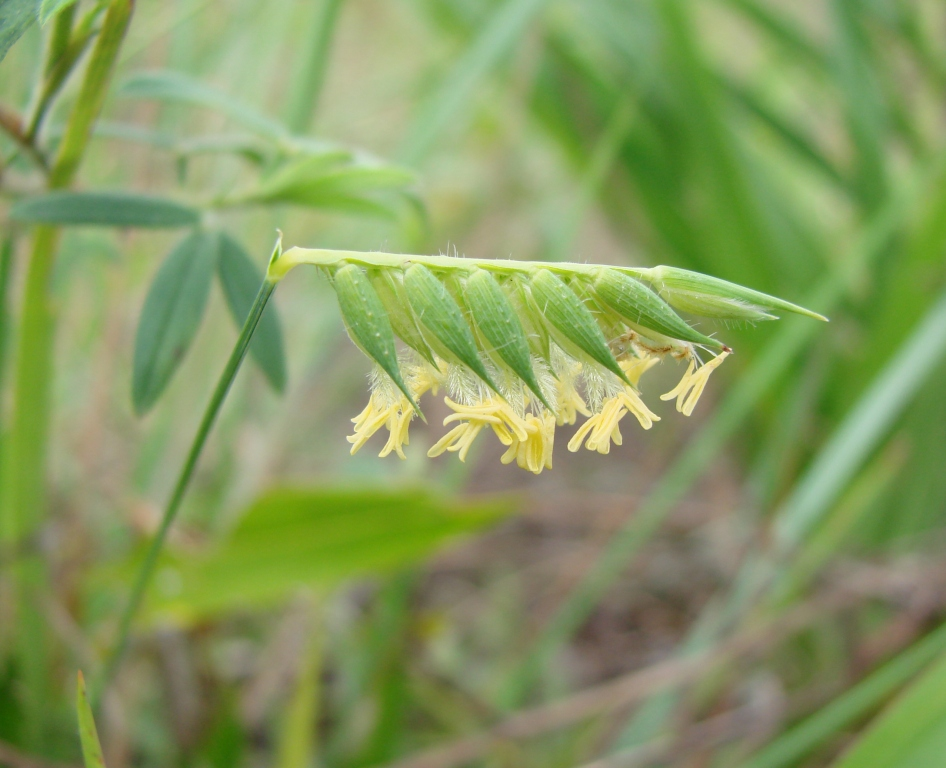
I fiori
Echinolaena inflexa
(Sottotribù Paspalinae)

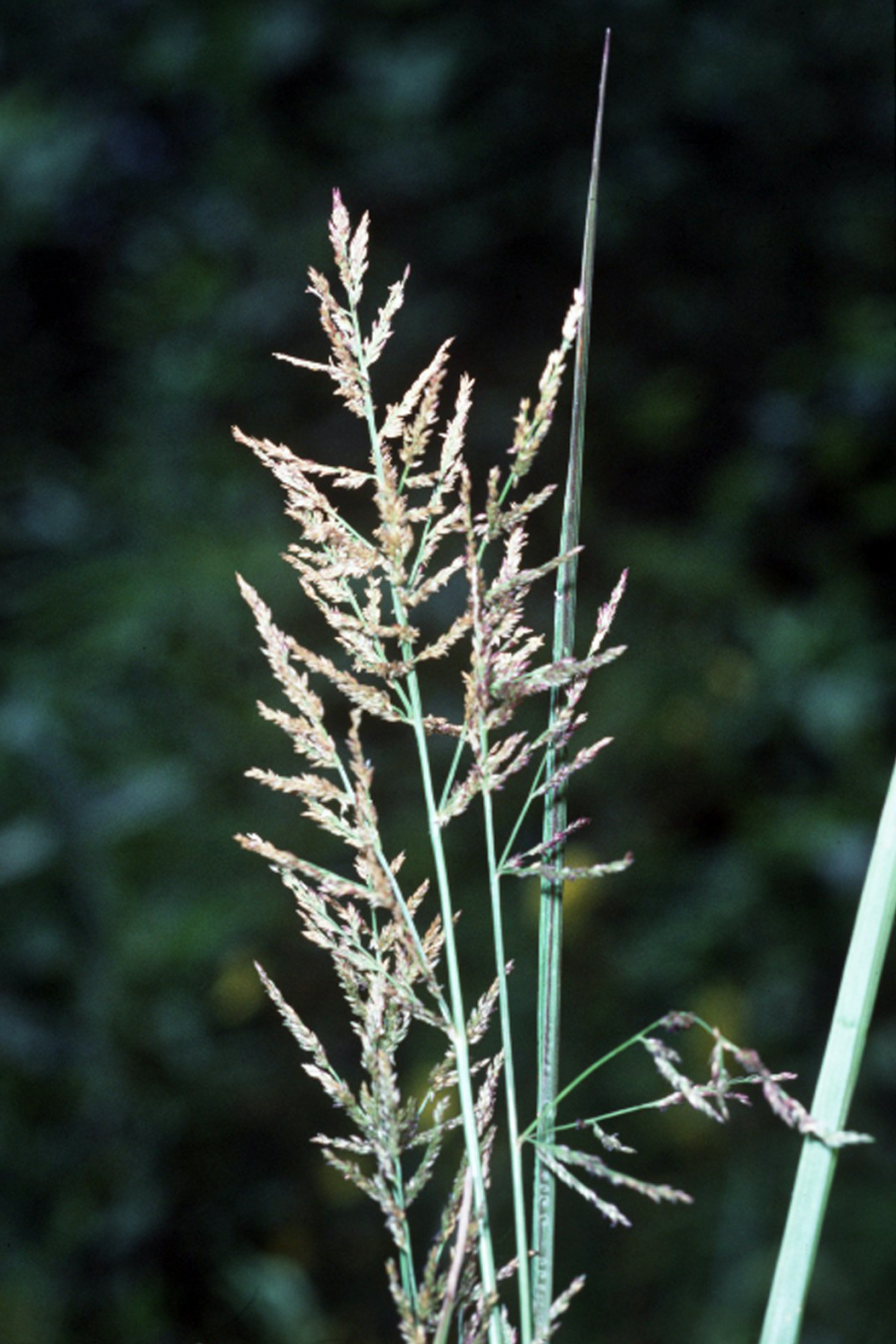
Infiorescenza
Coleataenia rigidula
(Sottotribù Arthropogoninae)

- Infiorescenza principale (sinfiorescenza o semplicemente spiga): le infiorescenze, ascellari e terminali, in genere non sono ramificate (o con rami primari non ramificati, o rami primari ramificati formanti rami di ordine superiore) e sono formate da alcune spighette, singole o a coppie (o anche a tre), portate unilateralmente sui rami ed hanno la forma di una pannocchia. In alcuni casi le infiorescenze sono sparse su un asse allungato, appiattito o a volte alato (il rachide); in altre si presentano digitate.
- Infiorescenza secondaria (o spighetta): le spighette, con forme orbicolari o da rotonde a ovate o ellittiche, compresse lateralmente o dorsoventralmente, sottese da due brattee distiche e strettamente sovrapposte chiamate glume (inferiore e superiore), sono formate da uno o più fiori. Possono essere presenti dei fiori sterili; in questo caso sono in posizione distale rispetto a quelli fertili. Alla base di ogni fiore sono presenti due brattee: la palea e il lemma. La disarticolazione avviene con la rottura della rachilla sopra o sotto le glume. In alcune specie i fiori inferiori sono sterili e privi di palea; in altre le spighette sono densamente pubescenti. I lemmi inferiori e le glume superiori alla base, e lungo le venature, sono provvisti di tricomi papillosi (a volte anche spinosi).
- Glume: le glume sono membranose eventualmente con bordi ialini, con o senza barbe (eventualmente dei peli radi sulla gluma superiore); a volte mancano quelle inferiori (o sono minute e senza venature). Le venature nelle glume normali sono da 3 a 7. Possono essere presenti delle chiglie.
- Palea: la palea, eventualmente carenata (o bicarenata), è membranosa o coriacea con o senza barbe. Le palee inferiori a volte sono assenti. In alcune specie a maturità si allargano, induriscono e in alcune specie si presentano alate.
- Lemma: il lemma, con apici ottusi, è membranoso eventualmente con bordi ialini o precisi o arricciati sulla palea, con o senza barbe (eventualmente dei peli radi sul lemma inferiore); a volte è lungo come la spighetta.

I fiori fertili sono attinomorfi formati da 3 verticilli: perianzio ridotto, androceo  e gineceo.
- Formula fiorale:[6]

*, P 2, A (1-)3(-6), G (2–3) supero, cariosside.
- Il perianzio è ridotto e formato da due lodicule, delle squame traslucide, poco visibili (forse relitto di un verticillo di 3 sepali). Le lodicule hanno una consistenza membranosa o carnosa; in alcuni casi possono essere assenti..
- L'androceo è composto da 2 o 3 stami ognuno con un breve filamento libero, una antera sagittata e due teche. Le antere sono basifisse con deiscenza laterale. Il polline è monoporato.
- Il gineceo è composto da 3-(2) carpelli connati formanti un ovario supero. L'ovario, glabro, ha un solo loculo con un solo ovulo subapicale (o quasi basale). L'ovulo è anfitropo e semianatropo e tenuinucellato o crassinucellato. Lo stilo, breve, è unico con due stigmi in genere piumosi.

### Frutti
I frutti sono del tipo cariosside, ossia sono dei piccoli chicchi indeiscenti, con forme ovoidali o oblunghe o orbicolari, nei quali il pericarpo è formato da una sottile parete che circonda il singolo seme. In particolare il pericarpo è fuso al seme ed è aderente. L'endocarpo non è indurito e l'ilo è puntiforme o ellittico o lineare. L'embrione è provvisto quasi sempre di epiblasto ha un solo cotiledone (allungato) altamente modificato (scutello con fessura) in posizione laterale. I margini embrionali della foglia si sovrappongono.

## Biologia
Come gran parte delle Poaceae, le specie di questo genere si riproducono per impollinazione anemogama. Gli stigmi più o meno piumosi sono una caratteristica importante per catturare meglio il polline aereo. La dispersione dei semi avviene inizialmente a opera del vento (dispersione anemocora) e una volta giunti a terra grazie all'azione di insetti come le formiche (mirmecoria).

## Distribuzione e habitat
La distribuzione delle specie di questa tribù è cosmopolita soprattutto delle aree tropicali dell'America.

## Tassonomia
La famiglia delle Poacee comprende circa 800 generi e oltre 9.000 specie. È una delle famiglie più numerose e più importanti del gruppo delle monocotiledoni. La famiglia è suddivisa in 12 sottofamiglie, la tribù Paspaleae fa parte della sottofamiglia Panicoideae.

### Sottotribù
La tribù è suddivisa in 3 sottotribù, con 37 generi e oltre 600 specie:
- Sottotribù Arthropogoninae Butzin
  - Altoparadisium Filg., Davidse, Zuloaga & Morrone
  - Apochloa Zuloaga & Morrone
  - Arthropogon Nees
  - Canastra Morrone, Zuloaga, Davidse & Filg.
  - Coleataenia Griseb.
  - Cyphonanthus Zuloaga & Morrone
  - Homolepis Chase
  - Keratochlaena Morrone & Zuloaga
  - Mesosetum Steud.
  - Oncorachis Morrone & Zuloaga
  - Oplismenopsis Parodi
  - Stephostachys Zuloaga & Morrone
  - Tatianyx Zuloaga & Soderstr.
  - Triscenia Griseb.
- Sottotribù Otachyriinae Butzin
  - Hymenachne P.Beauv.
  - Otachyrium Nees
  - Plagiantha Renvoize
  - Rugoloa Zuloaga
  - Steinchisma Raf.
- Sottotribù Paspalinae Griseb.
  - Aakia J.R.Grande
  - Acostia Swallen
  - Anthenantia P.Beauv.
  - Anthaenantiopsis Mez ex Pilg.
  - Axonopus P.Beauv.
  - Baptorhachis Clayton & Renvoize
  - Echinolaena Desv.
  - Gerritea Zuloaga, Morrone & Killeen
  - Hopia Zuloaga & Morrone
  - Ichnanthus P.Beauv.
  - Ocellochloa Zuloaga & Morrone
  - Oedochloa C.Silva & R.P.Oliveira
  - Osvaldoa J.R.Grande
  - Paspalum L.
  - Renvoizea Zuloaga & Morrone
  - Spheneria Kuhlm.
  - Streptostachys Desv.
- Paspaleae incertae sedis
  - Reynaudia Kunth

Note: il genere Reynaudia, di incerta collocazione, è rappresentato da una sola specie, Reynaudia filiformis (Spreng. ex Schult.) Kunth, diffusa nelle Indie occidentali.
I caratteri più importanti di questa specie sono: il ciclo biologico è perenne; le ligule si presentano con una membrana sfrangiata; la lame delle foglie sono filiformi; i rami di infiorescenza sono a loro volta ramificati ed eretti; le glume e il lemma inferiore sono lunghe quanto la spighetta; il lemma superiore è liscio con apice acuto; la palea superiore è ridotta o mancante; gli stami sono due. Il ciclo fotosintetico è di tipo C4 con una guaina a fascio.

### Generi della flora spontanea italiana
Nella flora spontanea italiana per questa tribù sono presenti i seguenti generi e specie:
- Sottotribù Paspalinae:

- Paspalum : quattro specie tutte considerate "esotiche naturalizzate".

### Filogenesi
All'interno della famiglia Poaceae la sottofamiglia Panicoideae appartiene al clade "PACMAD" (formato dalle sottofamiglie Aristidoideae, Arundinoideae, Micrairoideae, Danthonioideae, Chloridoideae e Panicoideae). Questo clade con il clade BEP (formato dalle sottofamiglie Ehrhartoideae, Bambusoideae e Pooideae) forma un "gruppo fratello" (il clade BEP a volte è chiamato clade "BOP" in quanto la sottofamiglia Ehrhartoideae a volte è chiamata Oryzoideae).
Il clade "PACMAD" è un gruppo fortemente supportato fin dalle prime analisi filogenetiche di tipo molecolare. Questo gruppo non ha evidenti sinapomorfie morfologiche con l'unica eccezione dell'internodo mesocotiledone allungato dell'embrione. Questo clade inoltre è caratterizzato, nella maggior parte delle piante, dal ciclo fotosintetico di tipo C4 (ma anche a volte tipo C3 in quanto ancestralmente era C3).
La sottofamiglia della tribù Paspaleae (Panicoideae), nell'ambito del clade "PACMAD", a parte la sottofamiglia Aristidoideae in posizione "basale", forma un "gruppo fratello" con il resto delle sottofamiglie del clade. La tribù Paspaleae, nell'ambito della sottofamiglia, appartiene alla supertribù Andropogonodae L. Liu, 1980, formata dalle tribù Paspaleae, Arundinelleae e Andropogoneae.
La tribù Paspaleae, ben supportata come monofiletica (a parte la specie Reynaudia filifurmis (Spreng. ex Schult.) Kunth), fa parte dell'ultimo gruppo che si è differenziata nell'ambito della sottofamiglia e fa parte della supertribù "Andropogonodae" L. Liu, 1980. Questo clade, definito "American x= 10", si presenta con alcune morfologie comuni: come alcuni caratteri specifici della spighetta, o come le glume barbate e bilobate o il fiore fertile con due stami. All'interno della tribù (divisa in tre subcladi corrispondenti alle tre sottotribù) la sottotribù Paspalinae occupa una posizione "basale" e insieme alle sottotribù Otachyriinae e Arthropogoninae forma un "gruppo fratello". Insieme alle Andropogoneae, Paspaleae condivide un numero cromosomico base di 10.
Questa tribù non ha alcuna sinapomorfia morfologica evidente. Qui sono elencate alcune sinapomofie relative alle singole sottotribù (tra parentesi il relativo genere):
- Paspalinae: le glume inferiori sono assenti o minute (Acostia e Axonopus); l'internodo della rachilla sotto il fiore superiore è allungato (Ocellochloa);  il lemma superiore e la palea sono ricoperti di micropeli bicellulari e papille su tutte le cellule epidermiche; le cellule del mesofillo hanno delle pareti invaginate, con o senza cellule di tipo fusoide (Streptostachys).
- Otachyriinae: la palea prossimale si restringe ma non termina a punta (Hymenachne); la palea inferiore a maturità si allarga, indurisce, diventa alata e avvolge il fiore superiore (Otachyrium).
- Arthropogoninae: la rachilla è più spessa sopra i glumi e sotto il fiore inferiore (Oncorachis).